# Досинкан
Каратэ́ Досинка́н — направление в боевых искусствах, соединяет в себе базовые техники Окинавского каратэ и элементы современного боя. Основано мастером боевых искусств Котов Игорь Владимирович. В технику боя Досинкан каратэ включены специальные приемы, разработанные для ГРУ и КГБ СССР. Мастер И. В. Котов в своё время обучался у Мастера 10-го дана Исао Итикавы, который тренировался у Конкэн Тоямы, бывшем учеником Анко Итосу, — основателя современного каратэ.
Прозанимавшись более 12 лет, мастер Котов создал свой стиль боя, в который включил спецприёмы, изучаемые им в подразделениях СпН.